# Rubus tantus
Rubus tantus är en rosväxtart som beskrevs av Liberty Hyde Bailey. Rubus tantus ingår i släktet rubusar, och familjen rosväxter. Inga underarter finns listade i Catalogue of Life.